# Jackie Gowler
Jackie Gowler (* 7. Juni 1996 in Raetihi) ist eine neuseeländische Ruderin. Sie war Weltmeisterin, Olympiazweite und Olympiadritte.

## Karriere
Jackie Gowler begann 2010 beim Aramaho Wanganui Rowing Club mit dem Rudersport. Bei den Junioren-Weltmeisterschaften 2014 erreichte sie mit dem Vierer ohne Steuerfrau den achten Platz. Bei den Olympischen Jugendspielen in Nanjing belegte sie zusammen mit Renee Olley den neunten Platz im Zweier ohne Steuerfrau. 2015 wurde sie im Vierer Fünfte bei den U23-Weltmeisterschaften, 2016 war sie Vierte mit dem Achter. 2017 debütierte sie im Ruder-Weltcup und belegte zusammen mit Kirstyn Goodger im Zweier den fünften Platz in Posen und den sechsten Platz in Luzern, beide Rennen gewann ihre Schwester Kerri Gowler mit Grace Prendergast. Bei den Weltmeisterschaften 2017 starteten Kerri Gowler und Prendergast im Zweier, Jackie Gowler belegte sie mit dem Vierer den zehnten Platz. 2018 belegte sie im Weltcup mit dem Achter den zweiten Platz in Linz-Ottensheim und siegte in Luzern. Bei den Weltmeisterschaften in Plowdiw ruderten die Neuseeländerinnen auf den siebten Platz. Im Jahr darauf belegten sie beim Weltcup in Posen den vierten Platz und siegten in Rotterdam. In Linz-Ottensheim bei den Weltmeisterschaften 2019 gewannen die Neuseeländerinnen vor den Australierinnen und dem Boot aus den Vereinigten Staaten. Bei den Olympischen Spielen in Tokio gewann der neuseeländische Achter die Silbermedaille mit 0,91 Sekunden Rückstand auf die Kanadierinnen.
Nachdem Jackie Gowler 2022 international nicht gestartet war, trat sie 2023 mit dem Vierer an. Davina Waddy, Ella Cossill, Jackie Gowler und Phoebe Spoors belegten bei den Weltmeisterschaften in Belgrad den siebten Platz. 2024 bestand die Vierer-Crew aus Gowler, Spoors, Waddy und Kerri Williams, ihrer mittlerweile verheirateten Schwester. Bei den Olympischen Spielen in Paris wurden die Neuseeländerinnen Dritte hinter Niederländerinnen und Britinnen, aber knapp vor den Rumäninnen.